# Château de Vogüé
Pour les articles homonymes, voir Vogüé (homonymie).
Le château de Vogüé est un ancien château fort, fondé au XIIe siècle, et remanié aux XVe et XVIIe siècles, qui se dresse sur la commune française de Vogüé dans le département de l'Ardèche, en région Auvergne-Rhône-Alpes. Toujours propriété de la Famille de Vogüé, il est ouvert à la visite depuis 1971.
Le château est partiellement inscrit au titre des monuments historiques par arrêté du 12 septembre 1969. Seules les façades et la toiture sont protégées.

## Localisation
Le château situé au pied d'une falaise calcaire et au bord de l'Ardèche, domine le village de Vogüé, classé parmi Les Plus Beaux Villages de France, dans le département français de l'Ardèche.

## Historique
Les seigneurs de Vogüé, dès 1084, occupaient le site et tiraient de confortables revenus du péage sur la rivière, suffisamment pour construire une solide forteresse de plan carré.
Le château aurait été bâti à la fin du XIIe siècle sur l'ordre de Raymond Ier de Vogüé. Devenu au XIVe siècle propriété des de La Gorce il est au XVe siècle reconstruit par les Rochemure du Besset, qui y ajoutent quatre tours.
En 1603, le marquis Melchior Ier, grand bailli du Vivarais, rachète le château, qu'il réaménage selon le style Renaissance. À cette époque est en particulier créé le jardin suspendu au-dessus des douves comblées. Au XVIIe siècle, il est délaissé à partir de l'emménagement de Charles de Vogüé au château d'Aubenas.
Le château est incendié et saccagé à la Révolution française, et vendu comme bien national. Il est racheté un demi-siècle plus tard, en 1839 par le marquis de Vogüé, Léonce de Vogüé, qui le restaure y installe une école tenue par les sœurs de Saint-Joseph d'Aubenas. L'établissement ferme en 1960.
Depuis 1971, le château accueille des expositions temporaires ouvertes à toutes les disciplines (peinture, gravure, sculpture, photographie, céramique, verre , etc.) et la collection du graveur Jean Chièze (1898–1975).

## Description

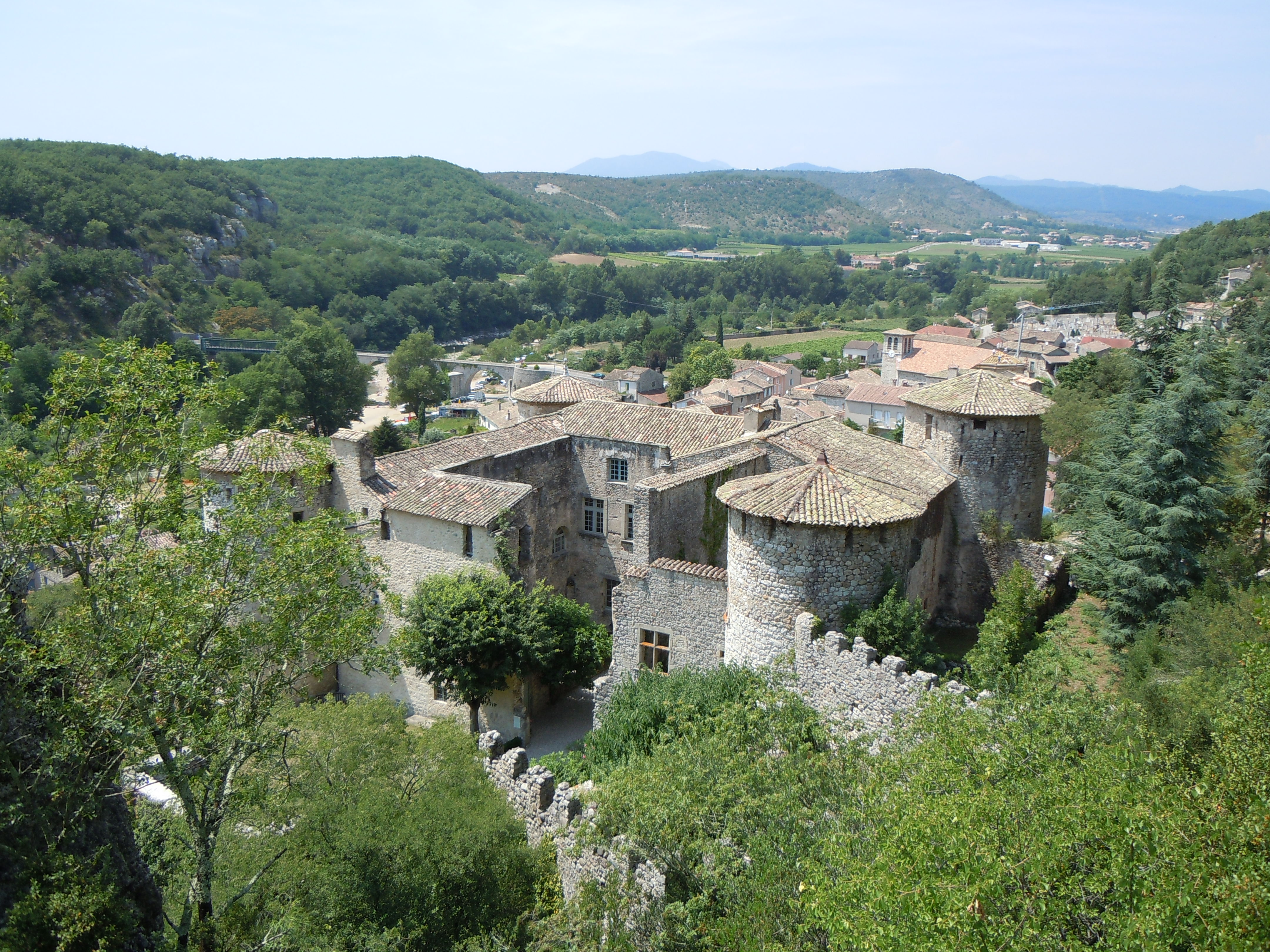
Vue du château et de ses quatre tours.

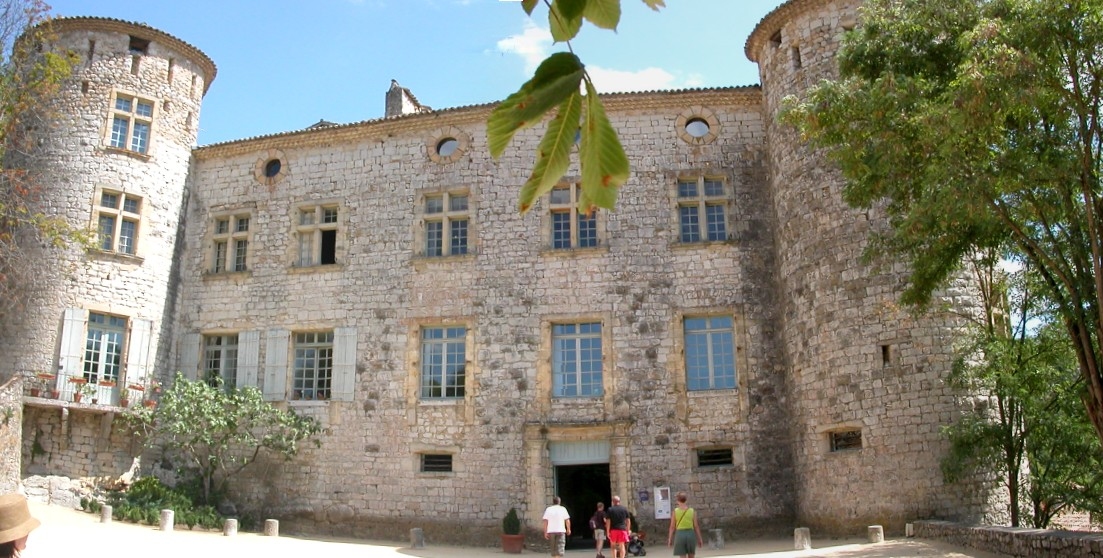
Façade ouest.

Le château de Voguë, daté du XVe siècle, se présente sous la forme d'un vaste bâtiment quadrangulaire flanquée de quatre grosses tours rondes et conserve la base d'une tour du XIIe siècle.
C'est au début du XVIIe siècle que toutes les façades et les tours sont percées de larges fenêtres à meneaux et d'œils-de-bœuf. La façade nord est ouverte d'une grande porte à bossage. Le balcon ainsi que les jardins suspendus datent aussi de ces mêmes remaniements. Il abrite un salon du XVIIe siècle ainsi que la salle des États du Vivarais.
La chapelle du château a été réaménagée avec des éléments provenant de la chapelle de Rochecolombe : le bas-relief des douze Apôtres (XVIe siècle), une monstrance ayant abrité les reliques de saint Barthélémy et un blason du XIIIe siècle aux armes de la famille de Vogüé. Les vitraux ont été créés en 1980 par le peintre Alfred Manessier.

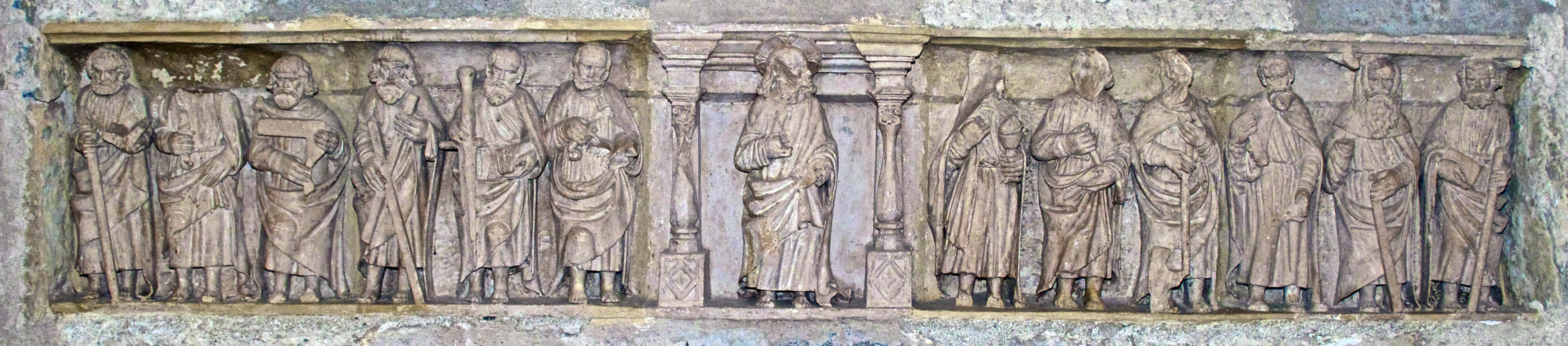
Bas-relief des Apôtres.